# Constitució d'El Salvador

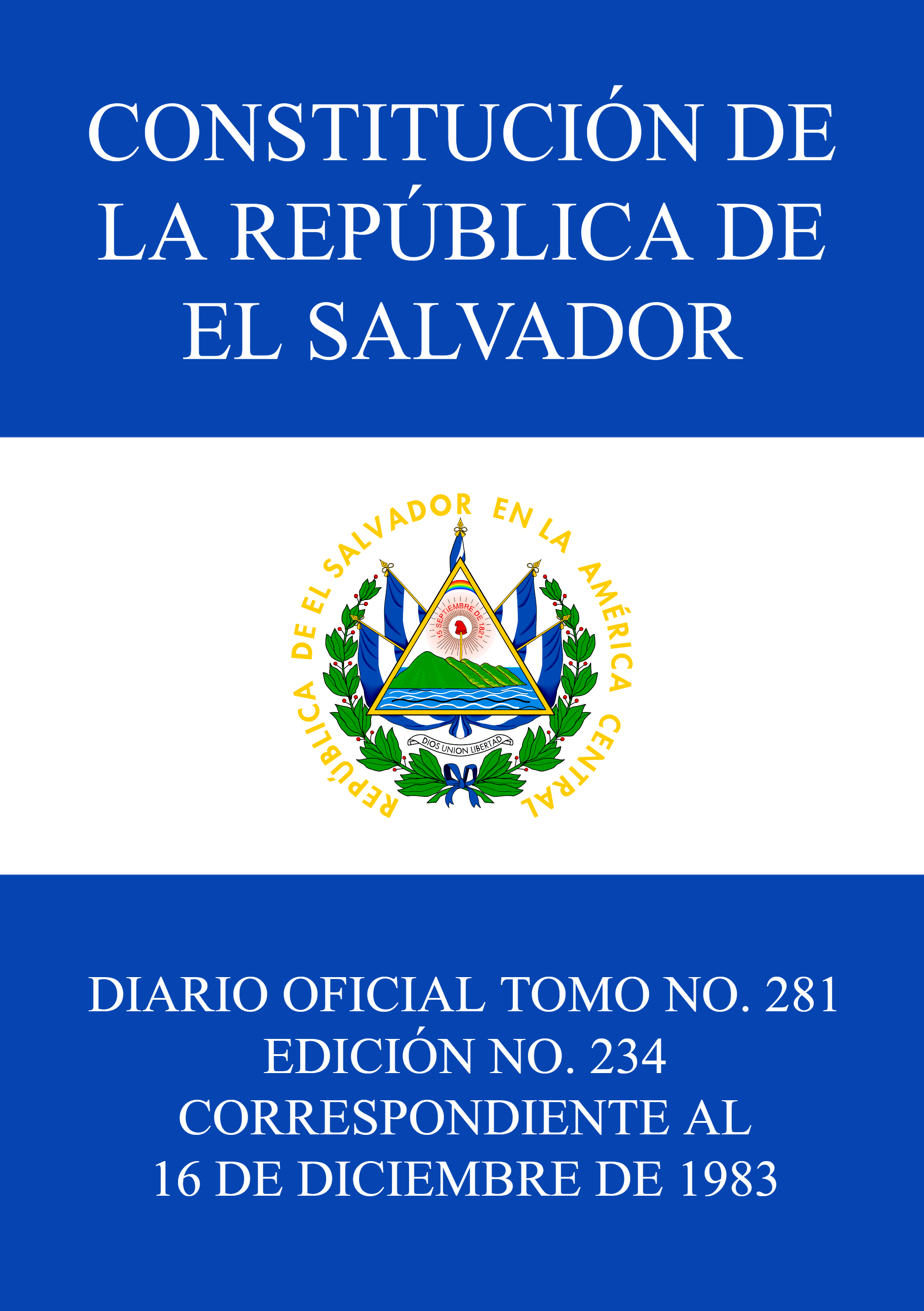
Portada de la Constitució.

La Constitució d'El Salvador és la norma fonamental de l'Estat salvadoreny, vigent des del 20 de desembre de 1983. Aquesta normativa va ser adoptada en la seva forma original per una Assemblea Constituent formada en 1982, la qual va ser transformada en Assemblea Legislativa al moment d'entrar en vigència la nova Carta Magna. Des de 1991, amb motiu de les negociacions que van culminar amb la signatura dels Acords de Pau el 16 de gener de 1992, la Constitució ha sofert diversos canvis des de la seva entrada en vigència que han afegit, modificat o eliminat part del seu contingut.

## Procés de redacció de la Constitució
El 15 d'octubre de 1979, el president Carlos Humberto Romero va ser enderrocat i substituït per la Junta Revolucionària de Govern. El primer acte del nou govern provisional va ser suspendre la vigència de la Constitució de 1962 que havia servit de respatller legal als governs autoritaris del Partit de Conciliació Nacional (PCN). A mitjan 1981, en plena guerra civil, la Junta Revolucionària de Govern va prometre iniciar un procés de democratització i convocar comicis per triar una Assemblea Constituent.
El 28 de març de 1982, es van celebrar les eleccions promeses. L'Assemblea Constituent va prendre possessió el dia 26 d'abril de 1982, amb una majoria de diputats dels partits polítics de dreta Aliança Republicana Nacionalista (ARENA) i PCN que van triar com a President de l'Assemblea Constituent a Roberto d'Aubuisson i President Provisional de la República a Álvaro Magaña. Durant 19 mesos els diputats d'ARENA, PCN i del Partit Demócrata Cristiano (PDC) van debatre extensament el projecte de la nova Constitució, que va ser aprovada el 15 de desembre de 1983 i va entrar en vigència cinc dies després. El dia en què va entrar en vigència la nova Constitució, per mandat exprés d'aquesta, l'Assemblea Constituent que la va elaborar es va transformar en Assemblea Legislativa, acabant el seu període el 30 d'abril de 1985.